# 大誉地駅

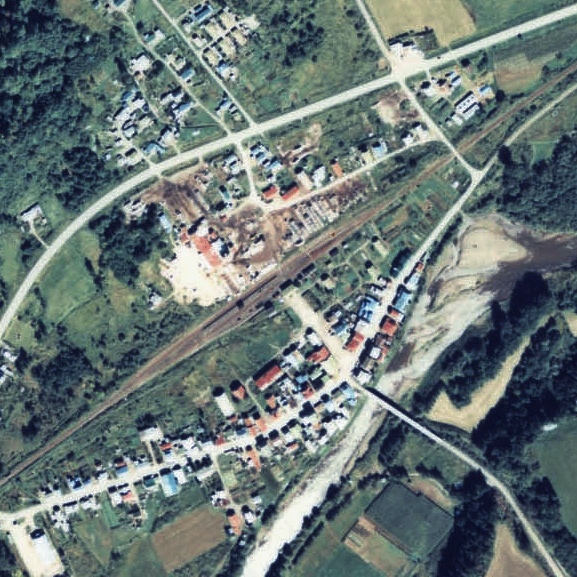
1977年、国鉄池北線時代の大誉地駅と周囲500 m範囲。右上が北見方面。

大誉地駅（およちえき）は、北海道足寄郡足寄町大誉地本町20-11にあった北海道ちほく高原鉄道ふるさと銀河線の駅である。国鉄・JR北海道池北線時代の電報略号はオヨ。事務管理コードは▲110510。

## 歴史
1910年（明治43年）の池田-淕別間開業まもなく周辺の山から採石した石材搬出がこの地で盛んになり、本線上に貨車を停車して積込み作業を行っていたが、列車遅延の原因となっていたために当駅が開設された。1915年（大正4年）からは王子製紙により淕別の斗満川上流からの流送木材陸揚げ網羽が最寄りの利別川に設けられ、当駅土場まで馬車軌道が敷設されて木材の搬出が盛んな時期もあったが、1919年（大正8年）の洪水で被害を被ったために淕別駅土場へ切り替えられた。
1954年（昭和29年）12月に駅舎が改築され、この駅舎が廃止に至るまで使用された。この時期が駅の利用の最盛期で、年間約12万6000人が利用していた。以降は地域の人口減少に伴い利用客も減少していった。2006年（平成18年）に廃止となった後は、他の目的での利用を模索して駅舎が残されていたが、具体化できなかったため約158万円をかけて2015年（平成27年）1月にも解体することになった。

### 年表
- 1913年（大正2年）10月11日：鉄道院網走本線の駅として新設開業[5]。一般駅[5][6]。
- 1949年（昭和24年）6月1日：公共企業体である日本国有鉄道に移管。
- 1954年（昭和29年）12月：駅舎改築[4]。
- 1961年（昭和36年）4月1日：路線の呼称変更により[7]、池北線の駅となる。
- 1977年（昭和52年）4月28日：業務委託化[7]。貨物取扱い廃止[1]。
- 1984年（昭和59年）2月1日：荷物取扱い廃止[8]。
- 1986年（昭和61年）11月1日：無人化[9]。
- 1987年（昭和62年）4月1日：国鉄分割民営化により北海道旅客鉄道に継承[1]。
- 1989年（平成元年）6月4日：経営移管により、北海道ちほく高原鉄道ふるさと銀河線の駅となる[10][11]。
- 2006年（平成18年）4月21日：ふるさと銀河線廃線により廃止。

### 駅名の由来
所在地名より。アイヌ語の「オイオッイ（o-i-ot-i）」（そこ〔=川尻〕に・それが・多くいる・もの〔=川尻〕）が転訛した「オヨチ（o-i-ochi）」に由来する。
ここで言う「イ（i）」（それ）とは恐ろしいものや危険なものを差していう忌み言葉であり、クマやヘビ、ヒシの実を指すが、アイヌ語地名研究家の山田秀三は「この場合はot（ごちゃごちゃいる）という動詞から見て熊か蛇らしい」と解釈している。

## 駅構造
単式ホーム1面1線を有する地上駅。もとは島式ホーム1面2線を有する構造であったが1線が撤去され、この構造で廃駅を迎えた。

## 駅跡
廃止後、線路や電線は早期に撤去された。駅舎は前述のとおりしばらく残存していたが、2015年8月時点で既に解体されており（具体的な解体年月日は不明）、周辺の縁石などが痕跡として残るのみとなっている。

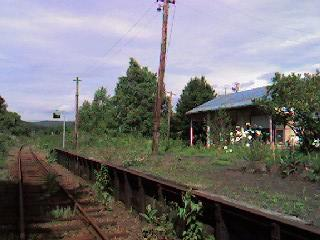
2007年7月現在。線路、電線が残る。
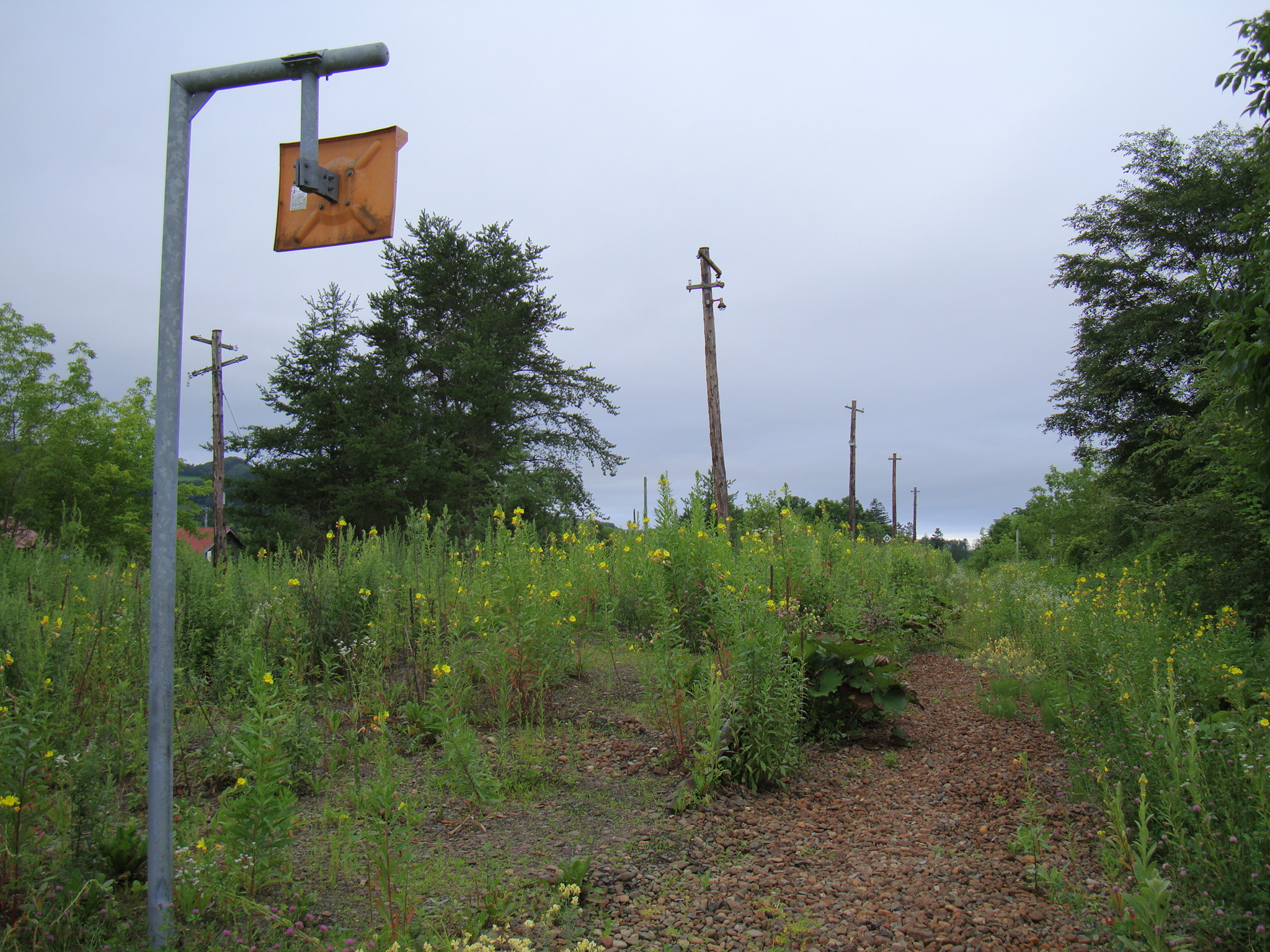
2009年7月現在。線路、電線は撤去。
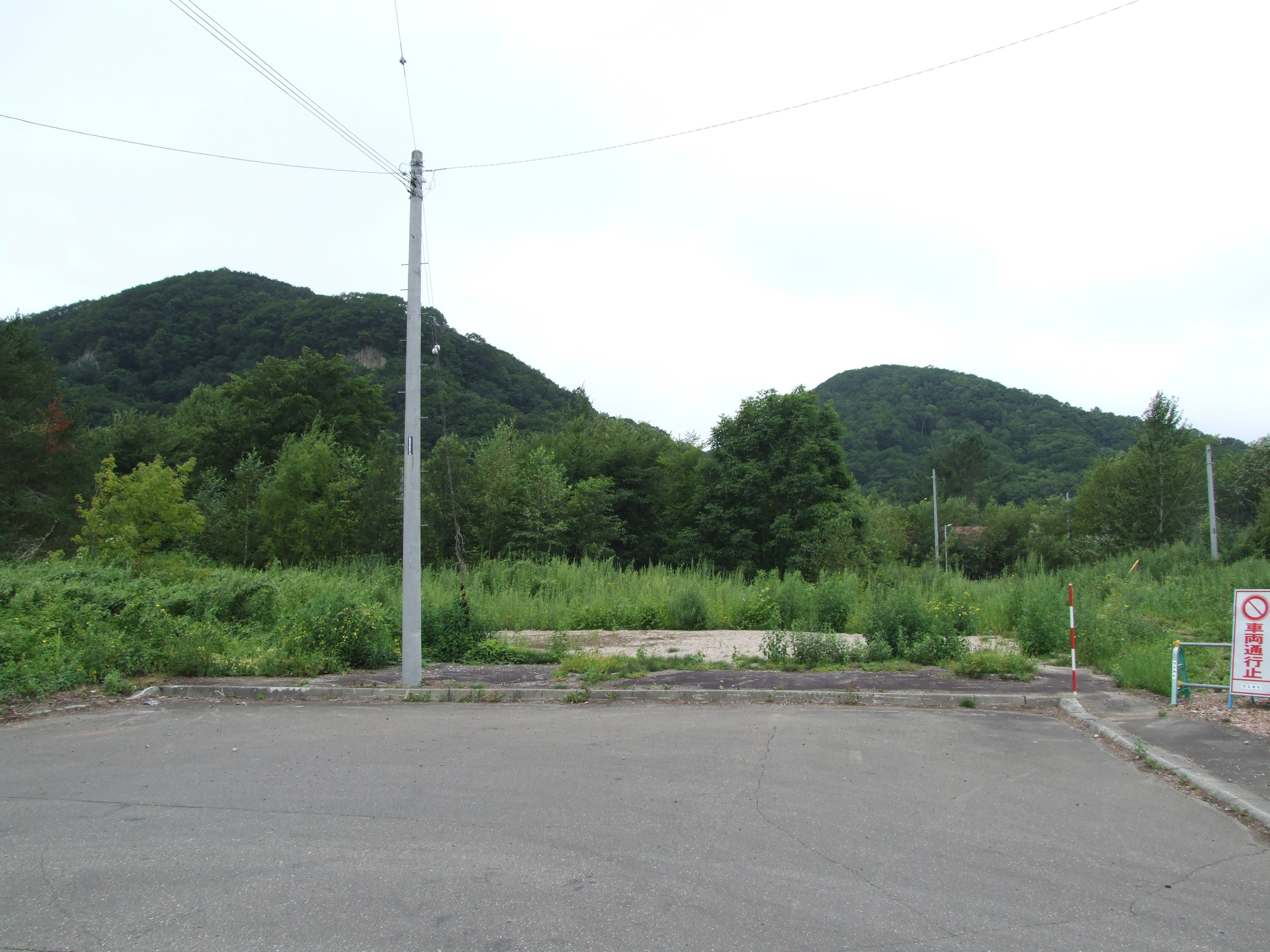
2015年8月現在。駅舎が撤去。

## 駅周辺
国道から線路跡を挟んだ反対側に大誉地の集落がある。駅跡地も集落側に位置する。
- 国道242号
- 利別川
- 大誉地小学校
- 大誉地郵便局
- 鈴木宗男生家（鈴木踏切が入口）
- 十勝バス「大誉地」停留所

## 隣の駅
北海道ちほく高原鉄道
ふるさと銀河線
笹森駅 - 大誉地駅 - 薫別駅